# Česukai

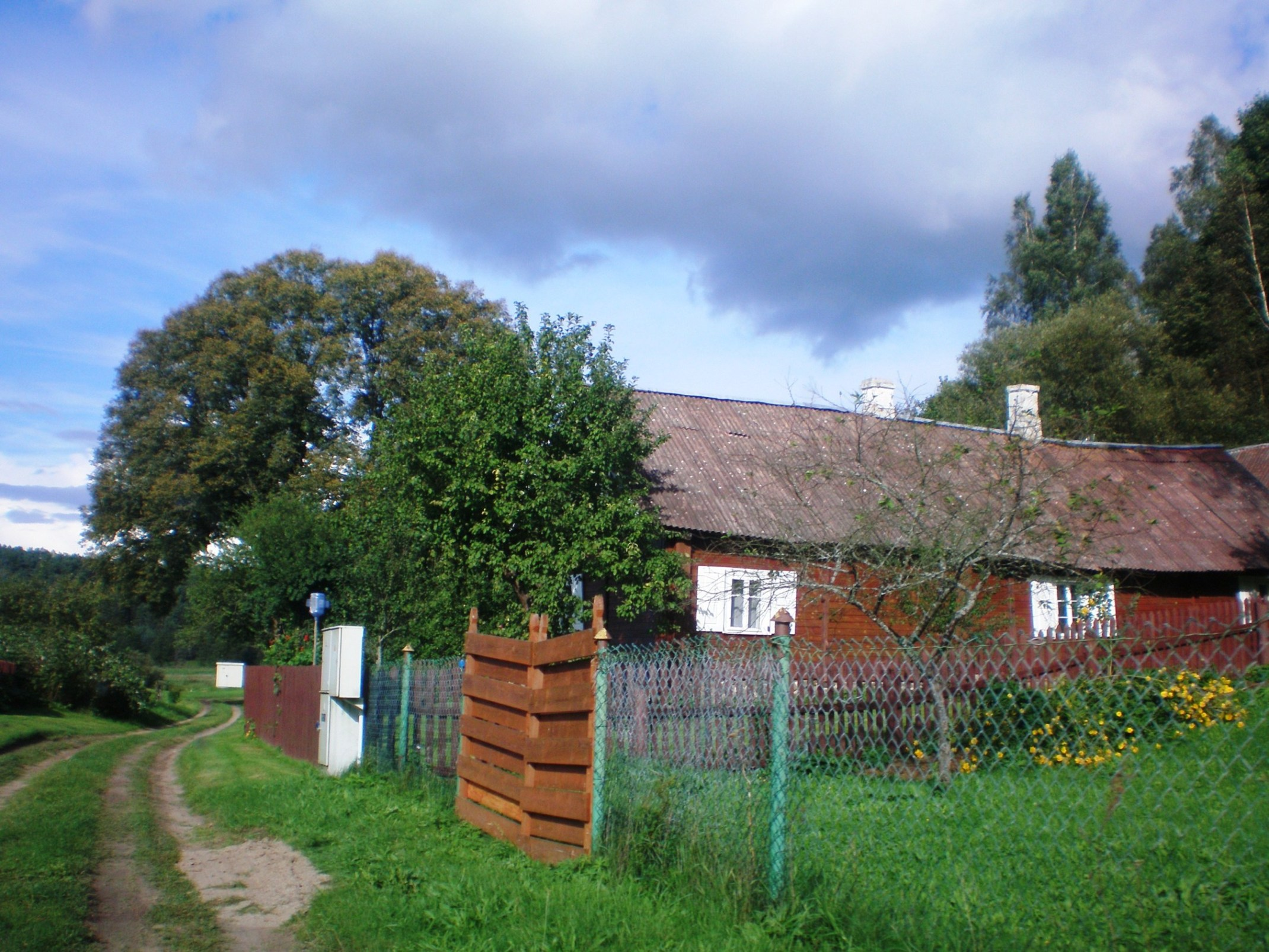
Dorf Česukai

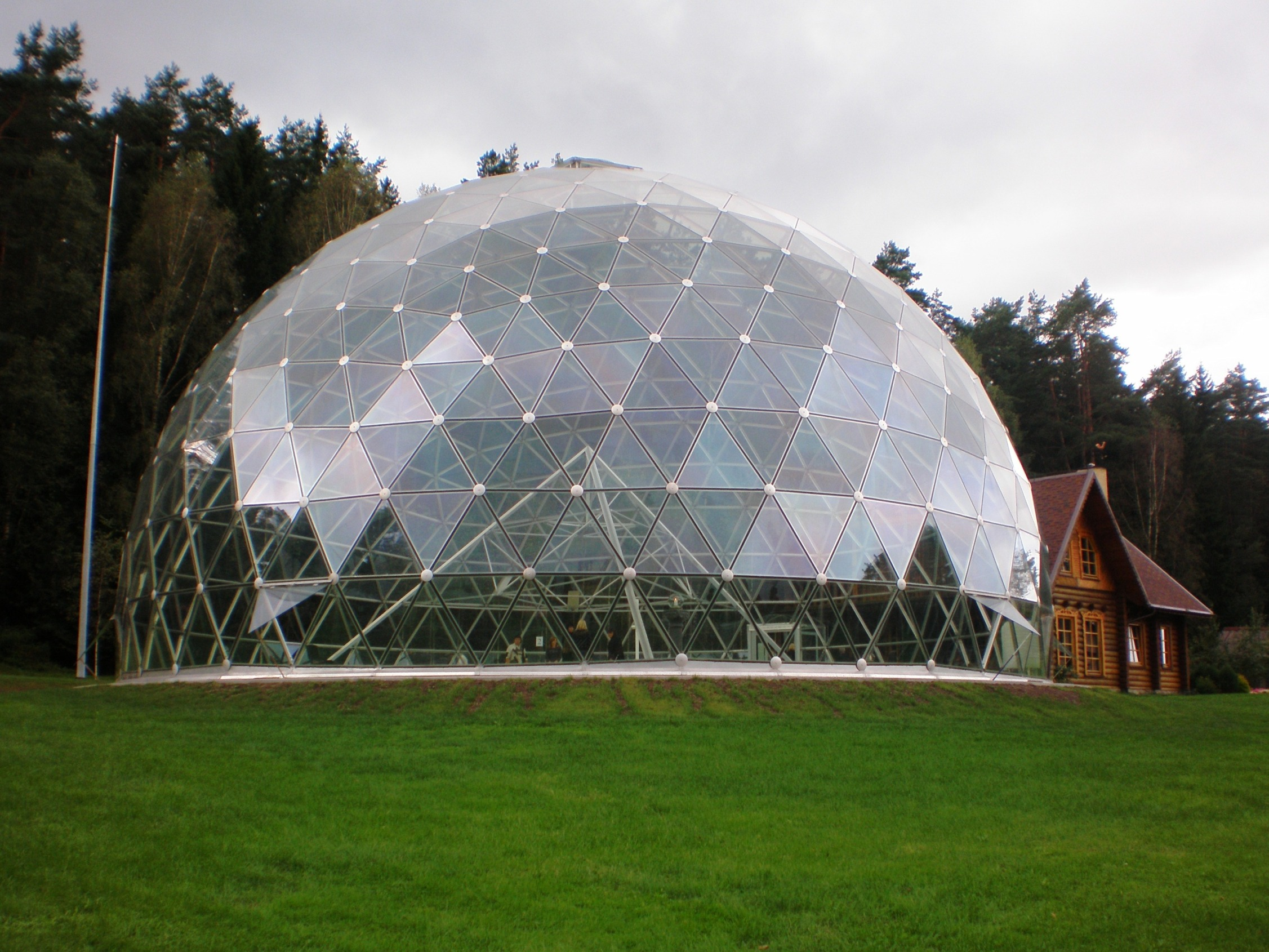
Pyramide

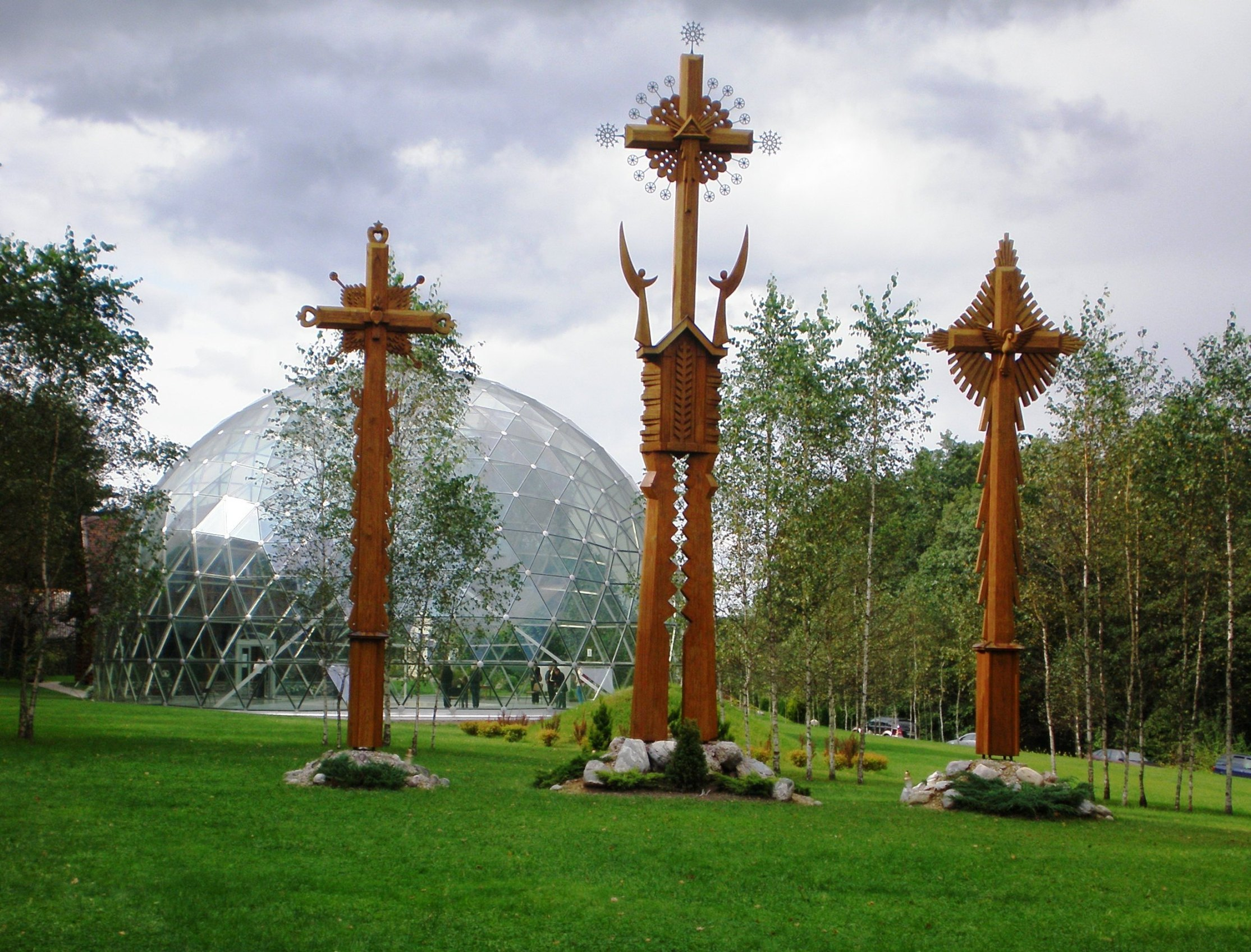
Kreuze

Česukai ist ein Dorf mit fünf Einwohnern (2010) im Amtsbezirk Merkinė, Litauen. 1959 hatte es 79 Einwohner.

## Geographie
Česukai befindet sich im Amtsbezirk Merkinė in der Rajongemeinde Varėna. Das Dorf liegt im Nationalpark Dzūkija im Landschaftsschutzgebiet Merkys, etwa 1 km südlich von Merkinė im Tal der Memel.

## Pyramide
Das Dorf ist durch seine geopathologische (bioenergetische) Pyramide bekannt, genannt Pyramide Merkinė und Herzentemper (lit. „Širdžių šventovė“), gebaut 2003 auf Initiative von Povilas Žėkas (* 1983) und Onutė Žėkienė. Die Pyramide steht in der Siedlung von Žėkas an der Einfahrt zum Dorf. 2009 wurden die Glaskuppel (Höhe 12,5 m, Durchmesser 22 m) und drei Holzkreuze gebaut. Die Behörde der Schutzgebiete, Valstybinė saugomų teritorijų tarnyba (VSTT), verlangte 2010 den Abbruch der Pyramide, aber eine Unterschriftensammelaktion für deren Erhalt war erfolgreich.